# Schloss Lichtenau (Stuhlfelden)

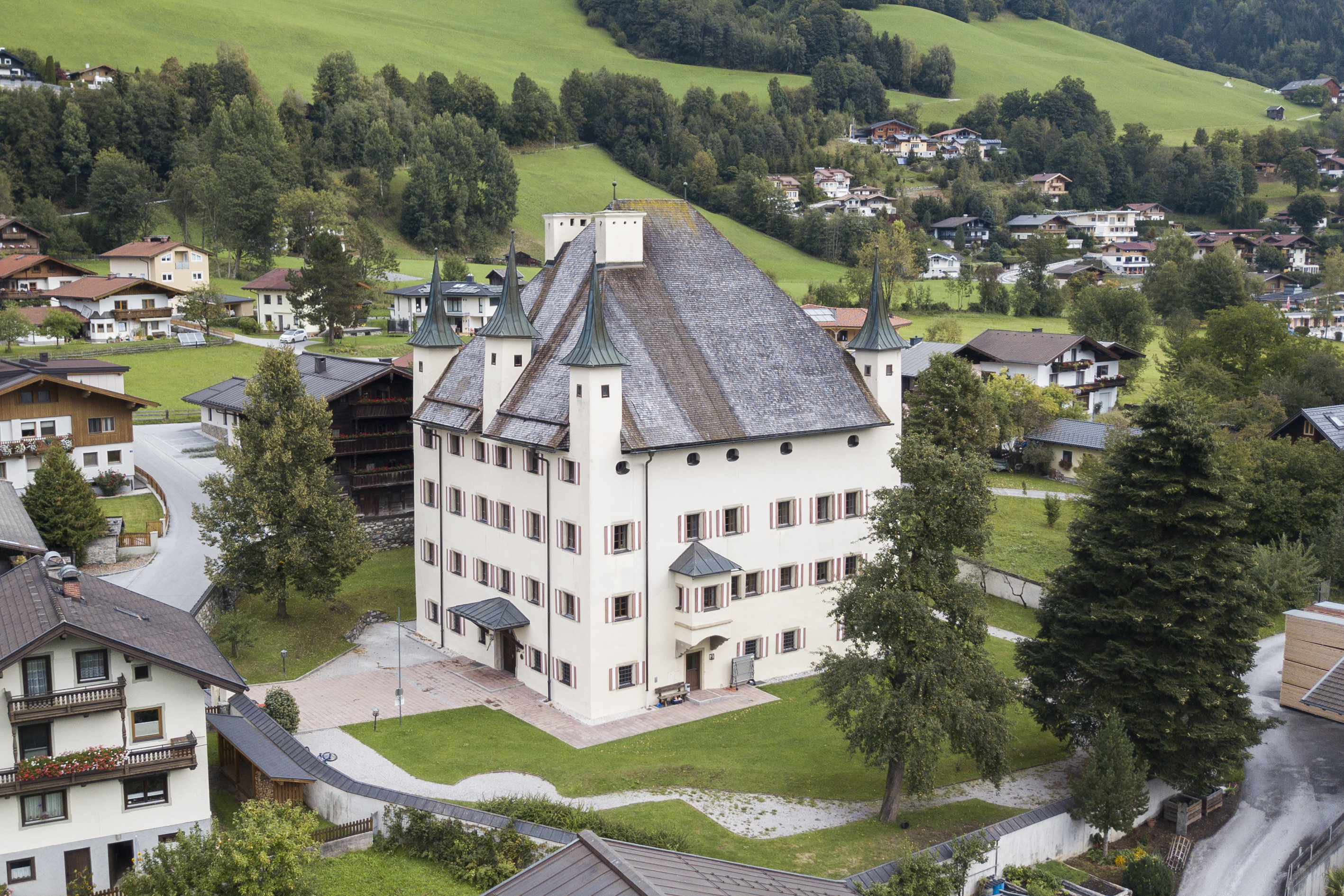
Schloss Lichtenau

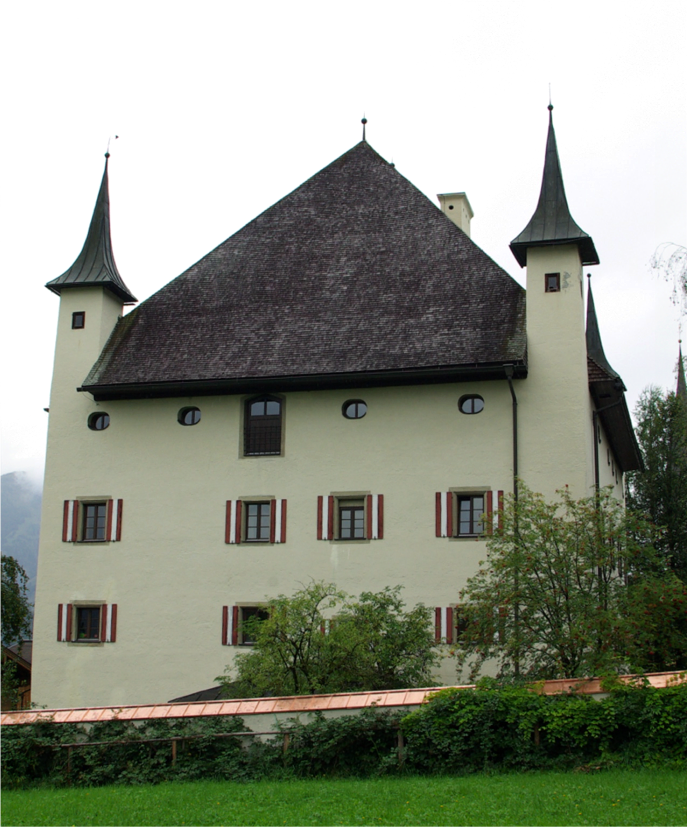
Schloss Lichtenau

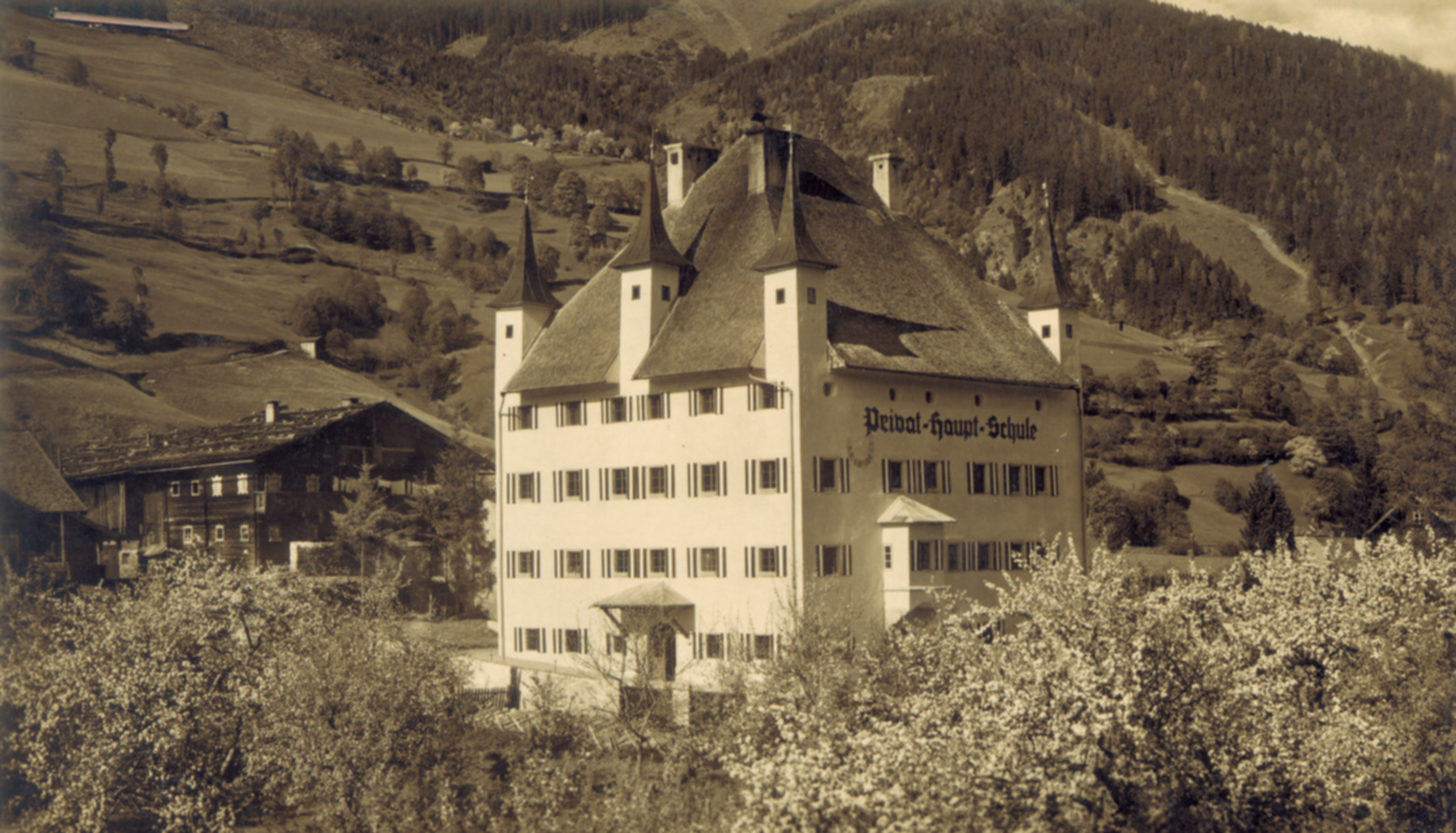
Schloss Lichtenau

Das Schloss Lichtenau liegt in der Gemeinde Stuhlfelden im Bezirk Zell am See von Salzburg (Stuhlfelden 23). Das Schloss steht inmitten des Ortes und überragt mit seinen vier Geschoßen deutlich die anderen Häuser des Ortes. Das Gebäude steht unter Denkmalschutz (Listeneintrag).

## Geschichte
Das Schloss wurde 1503–1506 von dem Gewerken Wilhelm Rosenberger von Rosenegg erbaut. Früher waren noch marmorne Wappen der Familien von Törring und von Labach oberhalb des Eingangsportals angebracht, die heute verschwunden sind; ein deshalb zu vermutender Besitznachweis für diese Familien ist nicht vorhanden.
In die heutige Form eines typischen Salzburger Ansitzes wurde das Schloss 1624 von Christoph Khuen von Belasy gebracht. Bis 1663 bleibt die Herrschaft im Besitz der Khuen von Belasy, dann geht der Herrensitz Lichtenau, so freyletig Aigen an Georg Thomas Perger von Emslieb. Dieser war damals Pfleger von Mittersill und Urbarprobst des Kellenamtes (das war der Verwalter, Steuereinnehmer und Richter des Erzstifts) Stuhlfelden. 1676 wird das Schloss von Johann Josef Graf zu Kuenburg erworben und noch im gleichen Jahr an Erzbischof Max Gandolf von Kuenburg weiterverkauft. Dieser lässt hier Wohnungen, u. a. für den Unterwaldmeister des Pinzgaus einrichten, damit das Schloss nicht leer steht. Bis 1811 bleibt das Schloss als Amts- und Wohngebäude in landesfürstlichem Besitz, von 1811 bis 1816 untersteht es des königlich-bayerischen Rentamtes, danach wird die k. u. k. Forstverwaltung hierher verlegt.
1902 wird das Schloss von Alfred Freiherr Plappart von Leenheer erworben. Nach mehreren Besitzwechseln erwirbt es 1930 die Congregation der Brüder der christlichen Schulen aus Wien und richtet hier eine Hauptschule mit Internatsbetrieb ein. Bei den notwendig gewordenen Adaptierungsarbeiten wurde der hintere Turm entfernt. 1959 kaufte die evangelische Kirche von Stuhlfelden den Bau und richtete ein Heim und Schulungszentrum ein. 1978 wurde das Schloss von der Gemeinde Stuhlfelden gekauft, renoviert und revitalisiert. Heute befinden sich im Schloss ein Sonderpädagogisches Zentrum sowie Veranstaltungsräume. Das Schloss dient zudem kulturellen Zwecken.

## Schloss Lichtenau heute
Lichtenau ist ein würfelartiger Bau mit einem hohen Walmdach. An den Ecken sind kleine Türmchen angebracht, an der Vorder- und Rückseite zusätzlich ein kleiner Mittelturm, wobei der an der Rückseite aus statischen Gründen abgebrochen werden musste.